# Hyposarotis
Hyposarotis is een geslacht van vlinders van de familie bladrollers (Tortricidae).

## Soorten
- H. atyphopa Diakonoff, 1988
- H. impudica Diakonoff, 1988